# Benoît Costil
Benoit Costil (n. 3 iulie 1987, Caen, Franța) este un fotbalist francez liber de contract, care joacă pe post de portar. Pe plan internațional, are prezențe la națională pentru Franța U21⁠(d) și Franța.
1. ↑  Benoit Guy Robert COSTIL (în franceză), accesat în 1 martie 2025
2. ↑  Benoit Costil, As